# Артесунат
Артесунат — лекарственный препарат для лечения малярии. Включён в WHO Model List of Essential Medicines, список важнейших лекарственных средств, составляемый Всемирной организацией здравоохранения.

## История
В период отражения американской агрессии во Вьетнаме Ту Ю Йю, химик и эксперт по китайской традиционной медицине, возглавляла научную группу, изучавшую древние медицинские руководства в поисках соединений, эффективные против малярии. "Справочник рецептов на случай чрезвычайных ситуаций" Гэ Хонга (284-346), созданный в IV веке, как средство для борьбы с малярией упоминает Artemisia annua, разновидность полыни. Группа Ту Ю Йю создала экстракт артемизии, названный артемизинином, эффективный при лечении в том числе тяжелых случаев малярии. Общим же результатом этой работы стало появление целого класса препаратов, известных как производные артемизинина. Ту Ю Йю получила Нобелевскую премию по медицине за 2015 год. В 1977 году Лю Сюй, ученый с фармацевтической фабрики в Гуйлине, в экспериментах на грызунах обнаружил производное, в семь раз более активное, чем артемизинин, в том числе против тяжелых форм малярии, и назвал его артесунатом.
Безопасность и эффективность Артесуната (IV) для лечения тяжелой малярии была оценена во время испытаний в странах Азии и Африки. Испытания, в первую очередь, проводились в таких странах как Мьянма, Бангладеш, Индия и Индонезия (во всех из них наблюдается массовое заболевание малярией).
В мае 2020 года Артесунат был одобрен для применения в США. До этого одобрения Артесунат использовался внутривенно (IV). Препарат был доступен в рамках расширенной программы Администрации США по продовольствию и лекарствам (FDA), что позволило центрам контроля и профилактики заболеваний предоставлять Артесунат (IV) для пациентов в США. Препарат предоставлялся для пациентов с тяжелой малярией и также пациентам с несложной малярией, которые не могут принимать оральные препараты.
Испытания первой фазы включало 1461 зарегистрированного участника, которые получили Артесунат (IV) или препарат-компаратор. Среди испытуемых были 202 ребенка в возрасте до 15 лет. Испытания второй фазы включили 5425 зарегистрированных участников, все из которых были в возрасте до 15 лет и имели тяжелую форму малярии, а также проходили курс лечения хинином или артесунатом. В обоих испытаниях число участников, умерших в больнице и проходивших лечение артесунатом, было значительно меньшим, чем число умерших из контрольной группы, для лечения которой применялся хинин. Испытания второй фазы проводились в течение 2005-2010 годов в 9 африканских странах. Испытания третьей фазы проводились в 2007-2008 годах в Малави и Габоне.
Во время испытаний 1 фазы наиболее распространенными побочными эффектами у испытуемых были острая почечная недостаточность, требующая диализа, гемоглобинурия и желтуха.

## Механизм действия
Производное артемизинина.

## Медицинское использование
Артесунат — средство для первичного лечения детей и взрослых от тяжелой малярии. Используется, как правило, в сочетании с другими противомалярийными препаратами.
Комбинированная терапия на основе артемизинина проводится перорально для тех пациентов, у которых наблюдается положительная реакция на инъекцию в течение первых 24 часов. Также первоначальное лечение артесунатом может проводится путем внутримышечной инъекции или ректальным путем (детям <6 лет).
Артесунат является предпочтительным над парентеральным хинином при лечении тяжелой малярии. Было показано, что артесунат предотвращает большее количество смертей от тяжелой малярии, чем хинин во время двух крупных многократных рандомизированных исследованиях в Африке и Азии. Последующий систематический обзор семи рандомизированных контролируемых исследований показал, что произошло увеличение числа выздоровевших по результатам всех испытаний.
Используется при легких формах малярии, когда возможно пероральное применение. Активен в отношении P. ovale, P. malariae, P. knowlesi.
Артесунат + сульфадоксин/пириметамин для лечения P. Vivax не рекомендуется из-за высоких скорости привыкания.
Хотя артесунат используется в первую очередь, для лечения малярии, существуют некоторые доказательства того, что он также может иметь некоторые полезные эффекты при лечении шистосомоза. Однако соответствующие оценки в крупных рандомизированных исследованиях не давались.

### Беременность
При назначении препарата во втором или третьем триместрах беременности не сообщалось о неблагоприятных результатах беременности.
Тем не менее, недостаточно доказательств о безопасности применения артесуната в первом триместре беременности. В ВОЗ рекомендует артетуальное использование артесуната для тяжелой малярии в первом триместре, которое должно основываться на вероятных рисках. При отсутствии других вариантов лечения может быть использован артесунат.

### Дети
Артесунат безопасен при использования у детей. Артесунат + сульфадоксин/пириметамин следует избегать для использования у новорожденных из-за воздействия сульфадоксина/пирметамина на билирубин.
Парентеральное артесунатное дозирование для лечения тяжелой малярии у детей весом менее 20 кг должно быть выше, чем у взрослых, для увеличения воздействия препарата.
Когда артетуат не может быть введен орально или внутримышечно из-за слабости или неспособности человека проглотить, проводится ректальное введение.

## Побочные эффекты
Артесунат может привести к серьезным побочным эффектам, включая гемолитическую анемию (условие, при котором разрушаются эритроциты) и тяжелым аллергическим реакциям.
Артесунат, как правило, безопасен и хорошо переносится. Лекарства основе артетуатов менее склонны вызывать рвоту, чем аналогичные препараты на основе хинина или лечение антибиотиками. Признанное неблагоприятное воздействие артемизинизма заключается в том, что они снижают количество ретикулоцитов. Но это обычно не имеет клинической актуальности.

## Противопоказания
Артесунат, как правило, является хорошо переносимым лекарством. Известные противопоказания включают предыдущую тяжелую аллергическую реакцию на артесунат.
При приеме артесуната рекомендовано избегать одновременного приема препаратов, ингибирующих фермент печени CYP2A6. Эти препараты включают амиодарон, дезипрамин, изониазид, кетоконазол, летарозол, метоксален, транилципромин.